# Se hai bisogno, chiama
Se hai bisogno, chiama (Call if You Need Me) è una raccolta di racconti postumi dello scrittore statunitense Raymond Carver.
Il libro, che comprende cinque racconti postumi e cinque giovanili dello scrittore, sono stati riordinati dalla moglie Tess Gallagher con la collaborazione di Jay Woodruff, caporedattore di Esquire, e pubblicati nel 2000. Nel 2010 sono stati tradotti in italiano da Riccardo Duranti e pubblicati da Einaudi.
I racconti sono stati ritrovati, come documenta Tess Gallagher nell'introduzione del libro,"in tempi e luoghi diversi".
Il primo ritrovamento è avvenuto nel 1999 nella casa di Port Angeles dove Ray abitava con la moglie nel periodo della sua morte, il secondo è avvenuto nella biblioteca dell'Ohio State University da parte di due studiosi dell'opera dello scrittore.